# مقاوادا
المقاودة هي إحدى قرى النوبة والتي تقع في دولة السودان في منطقة دنقلا و تقع في الضفة الشرقية للنيل . و يقطنون قرية المقاودة هم الدناقلة و 
يعتمدوها علي الزراعة و التجارة 
حيث اشتهرت قرية المقاودة بجودة التمور العالية . تتقسم المقاودة الي دقي مار و السلاطين و الفرحاب 

ية